# Mexikanischer Peso

Wechselkurs des Euro zum Mexikanischen Peso seit 2008

Der Mexikanische Peso ist die Währung Mexikos. Er wird in 100 Centavos unterteilt, der Währungscode gemäß ISO 4217 ist seit 1992 MXN. Der zuvor gültige Peso mit dem Code MXP wurde im Verhältnis 1000:1 umgetauscht. Es zirkulieren Banknoten in Stückelungen zu 10, 20, 50, 100, 200, 500 und 1000 Pesos sowie Münzen zu 5, 10, 20 und 50 Centavos und 1, 2, 5, 10, 20, 50 und 100 Pesos. Die Münzen zu 5 und 10 (zunehmend auch 20) Centavos werden im Alltag nicht mehr benutzt und Preise auf 50 Centavos gerundet. Die Münzen zu 20, 50 und 100 Pesos sowie die Banknoten zu 10 Pesos sind ebenfalls selten anzutreffen.

## Bargeld

### Mexikanische Währung im 19. Jahrhundert

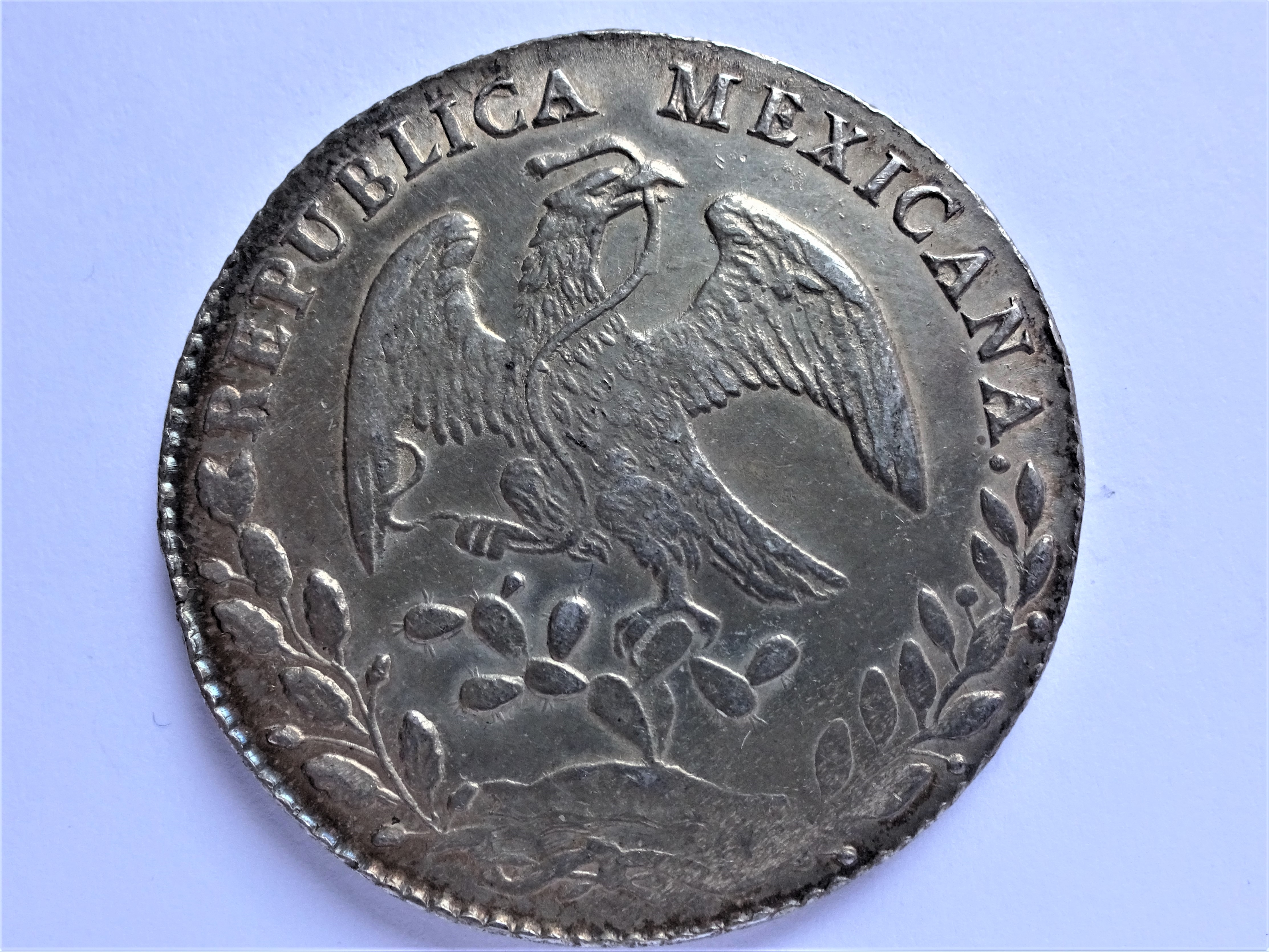
8 Realesmünze, Mexiko Jahr 1884 mit Adler

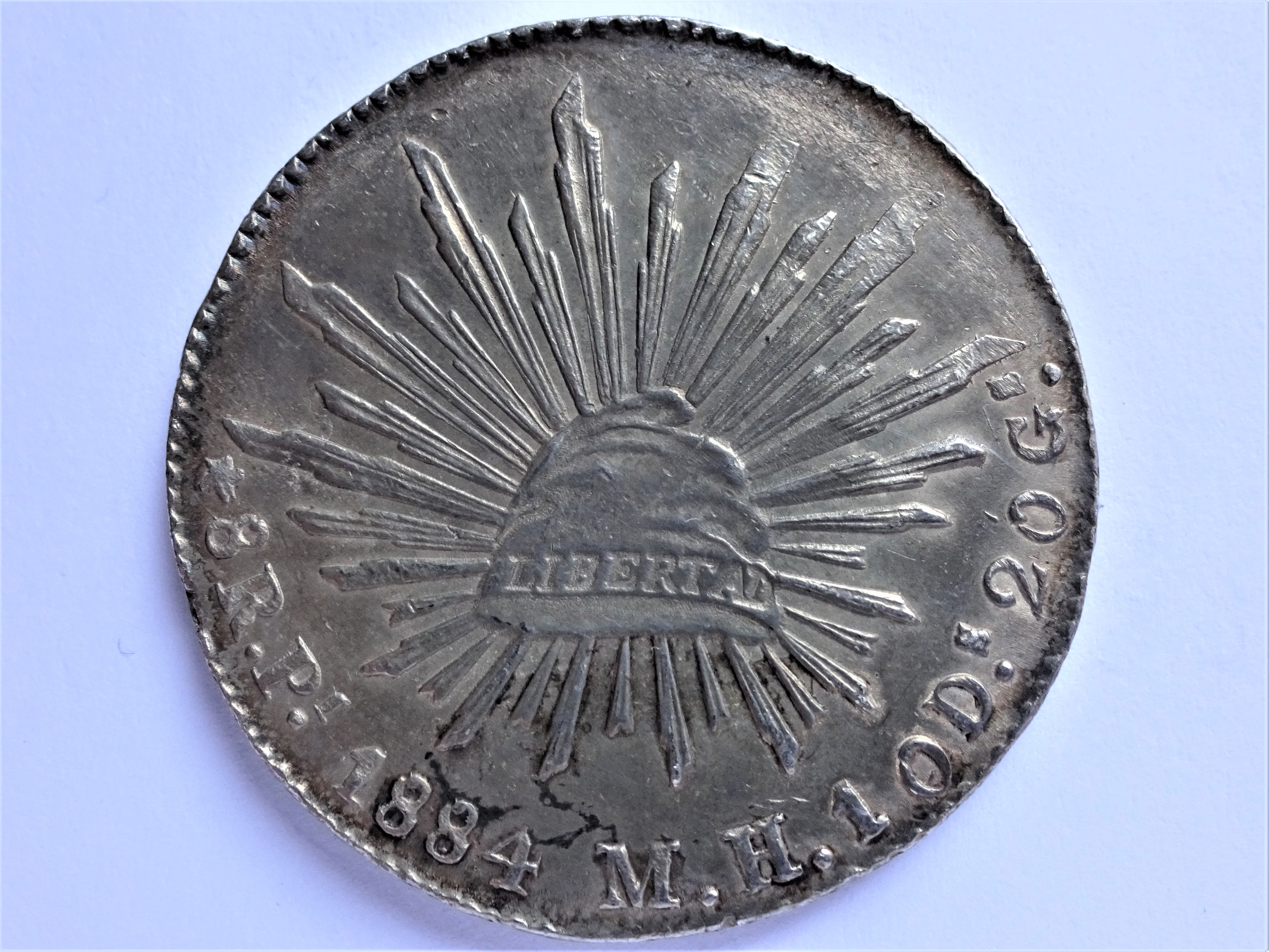
8 Realesmünze, Rückseite mit Freiheitsmütze

Als Großmünze wurden 8 Realessilbermünzen geprägt (Peso), die in 100 Centavos unterteilt wurden. 16 Reales galten einen Scudo (Münze). Der Peso entsprach im 19. Jahrhundert dem aus Europa stammenden Taler. Vor allem Mexikanische Pesos machten bis zur Mitte des 19. Jahrhunderts einen Großteil des Geldumlaufs der Vereinigten Staaten aus und galten dort als Dollar.

### Aktuell in Umlauf befindliches Bargeld

#### Münzen
Bei den zwischen 1992 und 1995 geprägten Peso-Scheidemünzen lautete die Wertangabe auf Nuevos Pesos („neue Pesos“) bzw. N$, 1996 wurde die Angabe auf Pesos bzw. $ verkürzt. Von den Münzen zu 10, 20 und 50 Centavos zirkulieren zwei verschiedene Serien. Münzen mit einem Nennwert unter 50 Centavos oder über 10 Pesos sind im Alltag selten anzutreffen.
| Nennwert                                                                                                   | Material ( Ring {\displaystyle \longleftrightarrow } Kern ) | Material ( Ring {\displaystyle \longleftrightarrow } Kern ) | Durchmesser | Masse   | Vorderseite    | Vorderseite                                                                                       | Rückseite                                                                         |
| --- | ----------------------------------------------------------- | ----------------------------------------------------------- | ----------- | ------- | -------------- | ------------------------------------------------------------------------------------------------- | --------------------------------------------------------------------------------- |
| 5 Centavos                                                                                                 | rostfreier Stahl                                            | rostfreier Stahl                                            | 15,5 mm     | 1,58 g  | Nationalwappen | Nationalwappen                                                                                    | Wertangabe, stilisierte Sonnenstrahlen des Quincunces-Ringes des Steins der Sonne |
| 10 Centavos                                                                                                | rostfreier Stahl                                            | rostfreier Stahl                                            | 17 mm       | 2,08 g  | Nationalwappen |                                                                                                   | Wertangabe, stilisiertes Ornament des Opferringes des Steins der Sonne            |
| 10 Centavos                                                                                                | rostfreier Stahl                                            | rostfreier Stahl                                            | 14 mm       | 1,76 g  | Nationalwappen |                                                                                                   | Wertangabe, stilisiertes Ornament des Opferringes des Steins der Sonne            |
| 20 Centavos                                                                                                | Aluminiumbronze                                             | Aluminiumbronze                                             | 19,5 mm     | 3,04 g  | Nationalwappen |                                                                                                   | Wertangabe, Stilisierung des Ácatl aus dem Stein der Sonne                        |
| 20 Centavos                                                                                                | rostfreier Stahl                                            | rostfreier Stahl                                            | 15,3 mm     | 2,26 g  | Nationalwappen |                                                                                                   | Wertangabe, Stilisierung des Ácatl aus dem Stein der Sonne                        |
| 50 Centavos                                                                                                | Aluminiumbronze                                             | Aluminiumbronze                                             | 22 mm       | 4,39 g  | Nationalwappen | Nationalwappen                                                                                    | Wertangabe, Stilisierung des Rings der Akzeptanz aus dem Stein der Sonne          |
| 50 Centavos                                                                                                | rostfreier Stahl                                            | rostfreier Stahl                                            | 17 mm       | 3,1 g   | Nationalwappen | Nationalwappen                                                                                    | Wertangabe, Stilisierung des Rings der Akzeptanz aus dem Stein der Sonne          |
| N$1 | rostfreier Stahl                                            | Aluminiumbronze                                             | 21 mm       | 3,95 g  | Nationalwappen | Nationalwappen                                                                                    | Wertangabe, Stilisierung des Rings des Glanzes aus dem Stein der Sonne            |
| $1 | rostfreier Stahl                                            | Aluminiumbronze                                             | 21 mm       | 3,95 g  | Nationalwappen | Nationalwappen                                                                                    | Wertangabe, Stilisierung des Rings des Glanzes aus dem Stein der Sonne            |
| N$2 | rostfreier Stahl                                            | Aluminiumbronze                                             | 23 mm       | 5,19 g  | Nationalwappen |                                                                                                   | Wertangabe, Stilisierung des Rings der Götter aus dem Stein der Sonne             |
| $2 | rostfreier Stahl                                            | Aluminiumbronze                                             | 23 mm       | 5,19 g  | Nationalwappen |                                                                                                   | Wertangabe, Stilisierung des Rings der Götter aus dem Stein der Sonne             |
| N$5 | rostfreier Stahl                                            | Aluminiumbronze                                             | 25,5 mm     | 7,07 g  | Nationalwappen |                                                                                                   | Wertangabe, Stilisierung des Rings der Schlangen aus dem Stein der Sonne          |
| $5 | rostfreier Stahl                                            | Aluminiumbronze                                             | 25,5 mm     | 7,07 g  | Nationalwappen |                                                                                                   | Wertangabe, Stilisierung des Rings der Schlangen aus dem Stein der Sonne          |
| Wertangabe, Bicentenario de la Independencia, Porträts von Helden des Unabhängigkeitskrieges (19 Ausgaben) | rostfreier Stahl                                            | Aluminiumbronze                                             | 25,5 mm     | 7,07 g  | Nationalwappen |                                                                                                   |                                                                                   |
| Wertangabe, Centenario de la Revolución, Porträts von Helden der Revolution (18 Ausgaben)                  | rostfreier Stahl                                            | Aluminiumbronze                                             | 25,5 mm     | 7,07 g  | Nationalwappen |                                                                                                   |                                                                                   |
| N$10 | Aluminiumbronze                                             | Silber                                                      | 28 mm       | 11,18 g | Nationalwappen |                                                                                                   | Wertangabe, Darstellung des Tonatiuh aus dem Stein der Sonne                      |
| $10 | Aluminiumbronze                                             | rostfreier Stahl                                            | 28 mm       | 10,33 g | Nationalwappen |                                                                                                   |                                                                                   |
| $10 | Aluminiumbronze                                             | rostfreier Stahl                                            | 28 mm       | 10,33 g | Nationalwappen | Wertangabe, Darstellung des Tonatiuh aus dem Stein der Sonne, Jahresangabe AÑO 2000 oder AÑO 2001 |                                                                                   |
| $10 | Aluminiumbronze                                             | rostfreier Stahl                                            | 28 mm       | 10,33 g | Nationalwappen | Porträt Ignacio Zaragozas vor Kampfszene                                                          |                                                                                   |
| N$20 | Aluminiumbronze                                             | Silber                                                      | 32 mm       | 17 g    | Nationalwappen | Nationalwappen                                                                                    | diverse Designs als Gedenkausgaben                                                |
| $20 | Aluminiumbronze                                             | rostfreier Stahl                                            | 32 mm       | 15,95 g | Nationalwappen | Nationalwappen                                                                                    | diverse Designs als Gedenkausgaben                                                |

#### Banknoten

##### Regulär
Seit 2006 wurden schrittweise neue Geldscheine (Typ F) eingeführt, es existieren Noten in 20, 50, 100, 200, 500 sowie 1000 Pesos. Die Banknoten haben jeweils eine Höhe von 6,6 cm, die Breite beginnt beim 20 Peso-Schein mit 12 cm und wird mit jeder Wertstufe um 7 mm größer.
Die Banknoten werden durch die EURion-Konstellation vor dem Kopieren geschützt.
| Nennwert   | Farbe   | Abmessungen   | Beschreibung          | Beschreibung                  |
| Nennwert   | Farbe   | Abmessungen   | Vorderseite           | Rückseite                     |
| ---------- | ------- | ------------- | --------------------- | ----------------------------- |
| 20 Pesos   | Blau    | 12,0 × 6,6 cm | Benito Juárez         | Pyramiden von Monte Albán     |
| 50 Pesos   | Rosa    | 12,7 × 6,6 cm | José María Morelos    | Aquädukt von Morelia          |
| 100 Pesos  | Rot     | 13,4 × 6,6 cm | Nezahualcóyotl        | Tenochtitlán                  |
| 200 Pesos  | Grün    | 14,1 × 6,6 cm | Juana Inés de la Cruz | Hacienda Panoaya in Amecameca |
| 500 Pesos  | Braun   | 14,8 × 6,6 cm | Diego Rivera          | Frida Kahlo                   |
| 1000 Pesos | Violett | 15,5 × 6,6 cm | Miguel Hidalgo        | Universidad de Guanajuato     |

Ab 2017 folgte die Einführung einer neuen Banknotenserie (Typ G) mit verbesserten Sicherheitsmerkmalen. Die 20-, 50- und 100-Pesos-Banknoten wurden auf Polypropylen gedruckt, die Nennwerte zu 200, 500 und 1000 Pesos auf Sicherheitspapier.
| Nennwert   | Farbe   | Abmessungen   | Beschreibung                                     | Beschreibung                                                        |
| Nennwert   | Farbe   | Abmessungen   | Vorderseite                                      | Rückseite                                                           |
| ---------- | ------- | ------------- | ------------------------------------------------ | ------------------------------------------------------------------- |
| 20 Pesos   | Rosa    | 12,0 × 6,5 cm | Ende des Mexikanischen Unabhängigkeitskrieges    | Beulenkrokodil, Rosalöffler, Nationalpark Sian Ka'an                |
| 50 Pesos   | Violett | 12,5 × 6,5 cm | Tenochtitlan                                     | Axolotl, Maisanbau in Xochimilco                                    |
| 100 Pesos  | Rot     | 13,2 × 6,5 cm | Juana Inés de la Cruz                            | Monarchfalter, Biosphärenreservat Mariposa Monarca                  |
| 200 Pesos  | Grün    | 13,9 × 6,5 cm | Miguel Hidalgo, José María Morelos               | Steinadler, Biosphärenreservat El Pinacate y Gran Desierto de Altar |
| 500 Pesos  | Blau    | 14,6 × 6,5 cm | Benito Juárez                                    | Grauwal, Biosphärenreservat El Vizcaíno                             |
| 1000 Pesos | Grau    | 15,3 × 6,5 cm | Francisco Madero, Hermila Galindo, Carmen Serdán | Jaguar, Maya-Stadt Calakmul                                         |

##### Gedenkbanknoten
| Nennwert  | Farbe | Abmessungen   | Beschreibung                              | Beschreibung                                                  |
| Nennwert  | Farbe | Abmessungen   | Vorderseite                               | Rückseite                                                     |
| --------- | ----- | ------------- | ----------------------------------------- | ------------------------------------------------------------- |
| 100 Pesos | Rot   | 13,4 × 6,6 cm | Dampflokomotive                           | Gruppe von Soldaten                                           |
| 100 Pesos | Rot   | 13,4 × 6,6 cm | Venustiano Carranza und Luis Manuel Rojas | Mexikanische Abgeordnete in Querétaro                         |
| 200 Pesos | Grün  | 14,1 × 6,6 cm | Miguel Hidalgo                            | El Ángel de la Independencia – „Der Engel der Unabhängigkeit“ |

## Mexikanische Verrechnungseinheit
Zur Abrechnung von Krediten, Anleihen und von bestimmten längerfristigen Staatsausgaben kommt auch die mexikanische Verrechnungseinheit (span. unidad de inversión, ISO 4217: MXV) zum Einsatz. Es handelt sich hierbei um eine Art Währung, die nur als Buchgeld existiert und im April 1995 eingeführt wurde, wobei sie bei der Ausgabe mit dem Peso gleichgesetzt wurde. Seitdem findet eine inverse Inflationsanpassung statt, wodurch sich eine hohe langfristige Stabilität ergibt.